# Hugo Barbeck
Hugo Barbeck (* 2. August 1851 in Fürth; † 11. November 1907 in Nürnberg) war Buchhändler und Mitglied des Deutschen Reichstags.

## Leben
Barbeck besuchte die Volksschule und die (Alte Bayerische) Gewerbeschule. Ab 1864 war er im Buchhandel und Antiquariat in der Firma Heerdegen in Nürnberg beruflich tätig, welche er später übernahm. Er genügte seiner Militärpflicht 1868 als Einjährig-Freiwilliger im 14. Bayerischen Infanterie-Regiment. 1870/71 war er als Landwehrleutnant in Frankreich und wurde bei Sedan schwer verwundet. Ab 1887 war er Mitglied des Magistrats in Nürnberg und ab 1901 des mittelfränkischen Landrats in Ansbach. Barbeck war viele Jahre Vorstandschaftsmitglied im Verein "Merkur" zu Nürnberg. Er war Verfasser kleinerer und größerer Werke zur Geschichte und Kulturgeschichte Nürnbergs, u. a. der Geschichte der Juden in Nürnberg und Fürth von 1878. Er war Träger des Feldzugsdenkzeichens 1870/71 und des Eisernen Kreuzes II. Klasse.
Von 1903 bis 1907 war er Mitglied des Deutschen Reichstags für den Wahlkreis Mittelfranken 2 (Erlangen, Fürth, Hersbruck) und die Freisinnige Volkspartei. Knapp konnte sich Barbeck gegen den sozialdemokratischen Kandidaten Segitz durchsetzen. Die Wahl wurde 1905 für ungültig erklärt, die nachfolgende Ersatzwahl konnte Barbeck erneut knapp, gewinnen.